# Ludvig Nobel
Ludvig Immanuel Nobel (pronuncia: [nobèl]) (Stoccolma, 27 luglio 1831 – Cannes, 12 aprile 1888) è stato un imprenditore, ingegnere e filantropo svedese.
Fu uno dei membri più importanti della famiglia Nobel, era figlio di Immanuel Nobel (anch'egli un pioniere dell'ingegneria) e fratello maggiore di Alfred Nobel (fondatore del Premio Nobel).
Con il fratello Robert ha fondato la Branobel, una compagnia petrolifera di Baku che sotto la sua direzione divenne una delle più importanti del mondo. 
È considerato il creatore dell'industria petrolifera russa.
Ludvig Nobel ha costruito la più grande fortuna tra i fratelli Nobel ed è stato uno degli uomini più ricchi del mondo.
Dopo la Rivoluzione d'ottobre i comunisti confiscarono una vasta fortuna alla famiglia Nobel in Russia.
Ludvig Nobel si è sposato due volte, nel 1858 con la cugina Sofia Vilhelmina Ahlsell e nel 1870 con Edla Constantia Collin.

## Biografia
Ludvig Nobel aveva 28 anni quando i creditori del padre gli affidarono la gestione tecnica dell'azienda di famiglia, la Fonderies et Ateliers Mécaniques Nobel Fils, una fabbrica di materiale bellico e motori a vapore che aveva dovuto affrontare difficoltà finanziarie dopo la fine della guerra di Crimea nel 1856 a causa dei forti tagli al bilancio militare decisi dal nuovo zar Alessandro II; alla fine, nel 1862, la società fu venduta dai creditori.
Con alcuni fondi che era riuscito a salvare, Ludvig aprì una nuova società, la Machine-Building Factory Ludvig Nobel, che inizialmente produceva munizioni ma che divenne in pochi anni uno dei maggiori produttori di affusti per cannone della Russia.
Per il suo stabilimento di San Pietroburgo chiese al fratello maggiore Robert di esplorare la Russia meridionale per cercare il legno di noce necessario per la produzione di armi;
Robert invece trovò il petrolio e nel 1876 essi aprirono a Baku una distilleria che, nel 1879 Ludvig trasformò in una società per azioni, la Branobel, di cui egli era azionista di maggioranza ed i suoi fratelli Robert e Alfred soci.

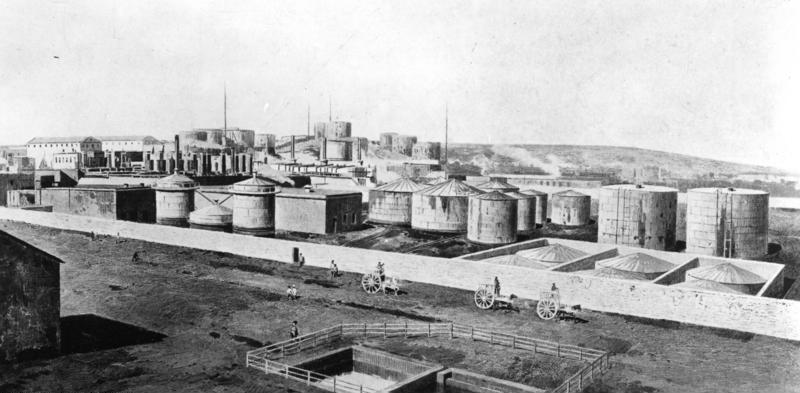
Serbatoi di petrolio della Branobel a Baku (1912)

Ludvig Nobel inventò petroliere, e migliori raffinerie e oleodotti. 
Prima del 1880 gli Stati Uniti insegnavano alla Russia nella maggior parte degli aspetti del settore petrolifero, i ruoli furono per certi versi invertiti da Nobel.
Poiché il settore petrolifero mancava di know-how tecnico e metodologia scientifica Nobel aprì a Baku dei laboratori di ricerca tecnica e chimica.
Questi centri di ricerca erano molto attivi e quando veniva trovato qualcosa che aveva un interesse commerciale, Nobel era veloce nel provare i nuovi prodotti su larga scala.
Dozzine di scienziati erano impegnati a trovare modi di trattare il petrolio e a sviluppare nuovi usi per il petrolio e prodotti derivati dal petrolio.

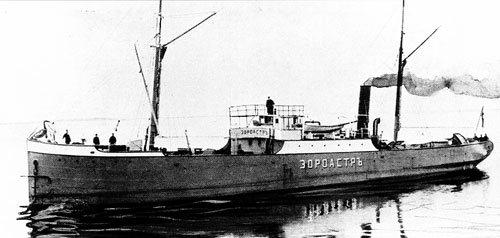
La Zoroastro, la prima nave cisterna a vapore in acciaio Bessemer.

Ludvig fu un pioniere nello sviluppo delle prime petroliere, dapprima aveva sperimentato il trasporto di grandi quantità di petrolio su chiatte a scafo unico, in seguito rivolse la sua attenzione verso navi cisterna a propulsione autonoma trovandosi ad affrontare una serie di problemi tecnici:
uno dei principali era la necessità di mantenere il carico ed i relativi vapori ben lontano dalla sala macchine per evitare incendi; 
inoltre bisognava, tra le altre cose, consentire al carico di espandersi e contrarsi a causa di cambiamenti di temperatura e provvedere un sistema di ventilazione delle cisterne.
Ludvig progettò la nave a Göteborg in Svezia, con Sven Almqvist; 
il contratto per la costruzione fu firmato nel gennaio 1878, ed essa fece il suo primo viaggio in quello stesso anno, da Baku ad Astrachan'.
Ludvig si rifiutò di brevettarne qualsiasi parte del progetto della Zoroastro, che fu ampiamente studiato e copiato.
Nel mese di ottobre 1878 egli ordinò altre due navi cisterna dello stesso tipo: la Buddha e la Nordenskjöld.
La prima nave cisterna a vapore degli Stati Uniti fu costruita seguendo i disegni e i calcoli di Nobel dopo la sua morte.
Nobel era dedito ai suoi d'affari tanto quanto alla promozione del benessere umano e delle riforme sociali, era pieno di idee e visioni.
Egli introdusse la condivisione dei profitti e operò attivamente per migliorare le condizioni di lavoro nelle sue fabbriche; la sua umanità e l'approccio sociale furono unici per l'epoca.
Nel 1885 avviò una banca cooperativa-cassa di risparmio per i lavoratori.
A Baku furono costruite aree sociali per i lavoratori, come sale da pranzo, sale da biliardo, biblioteche e sale conferenze in cui si tenevano discorsi e discussioni.
Vicino alla sua tenuta, Villa Petrolea, furono costruite alcune case per i lavoratori e fu messo a disposizione un servizio navetta su barca tra la città e il porto. 
La compagnia donò fondi alle scuole e finanziò un ospedale.
Ludvig e Robert crearono un grande parco, tuttora esistente, in prossimità della "Black City" di Baku, vicino a Villa Petrolea.
Dopo la sua morte, suo figlio Emanuel assunse la gestione della Branobel.
Ludvig Nobel è sepolto nel Cimitero luterano di Smolensky a San Pietroburgo.